# Tomás María Mosquera García
Tomás María Mosquera García (Castrelo, San Cristovo de Cea, 10 de novembre de 1823 -Madrid, 30 d'abril de 1890) va ser un polític espanyol, ministre durant el sexenni revolucionari.

## Biografia
Advocat de tendència liberal, va ser diputat per Ourense a les eleccions generals espanyoles de 1869 després de La Gloriosa. Fou Ministre d'Ultramar entre juliol i octubre de 1871 i entre desembre de 1872 i febrer de 1873, en els governs de Manuel Ruiz Zorrilla. Un cop abolida la Primera República Espanyola en gener de 1874 fou nomenat ministre de Foment. Després de la restauració borbònica, en 1882, és nomenat Senador vitalici per la província d'Ourense i Vicepresident del Senat.